# Колак, Сара
Сара Колак (хорв. Sara Kolak, род. 22 июня 1995 года, Лудбрег, Хорватия) — хорватская метательница копья, олимпийская чемпионка 2016, бронзовый призёр чемпионата Европы 2016, обладательница национального рекорда — 68,43 м (2017). Пятикратная чемпионка Хорватии (2012—2014, 2016, 2022)

## Биография и карьера
Сара Колак родилась 22 июня 1995 года в Лудбреге, Хорватия. Училась в бизнес-школе PAR и первой гимназии в Риеке.
Дебютировала на международных соревнованиях в 2012 году на чемпионате мира среди юниоров в Барселоне, где заняла лишь 23 место в квалификации. В 2016 году на Олимпиаде в Рио-де-Жанейро победила с национальным рекордом — 66 метров 18 сантиметров.

## Основные результаты
| Год  | Соревнования                                              | Место проведения         | Место    | Результат  |
| ---- | --------------------------------------------------------- | ------------------------ | -------- | ---------- |
| 2012 | Чемпионат мира среди юниоров                              | Барселона, Испания       | 23 (кв.) | 48,15 м    |
| 2013 | Чемпионат Европы среди юниоров                            | Риети, Италия            | 3        | 57,79 м NR |
| 2014 | Кубок Европы по зимним метаниям 2014 (молодёжь до 23 лет) | Лейрия, Португалия       | 2        | 57,79 м    |
| 2014 | Чемпионат Европы                                          | Цюрих, Швейцария         | 21 (кв.) | 52,51 м    |
| 2014 | Чемпионат мира среди юниоров                              | Юджин, США               | 3        | 55,74 м    |
| 2016 | Кубок Европы по метаниям 2016 (молодёжь до 23 лет)        | Арад, Румыния            | 2        | 58,11 м    |
| 2016 | Чемпионат Европы                                          | Амстердам, Нидерланды    | 3        | 63,50 м NR |
| 2016 | Летние Олимпийские игры                                   | Рио-де-Жанейро, Бразилия | 1        | 66,18 м NR |
| 2017 | Чемпионат Европы среди молодёжи                           | Быдгощ, Польша           | 1        | 65,12 м    |
| 2017 | Чемпионат мира                                            | Лондон, Великобритания   | 4        | 64,95 м    |
| 2019 | Чемпионат мира                                            | Доха, Катар              | 7        | 62,28 м    |
| 2021 | Летние Олимпийские игры                                   | Токио, Япония            | —        | NM         |
| 2022 | Чемпионат мира                                            | Юджин, США               | —        | NM         |